# Cihuatlán

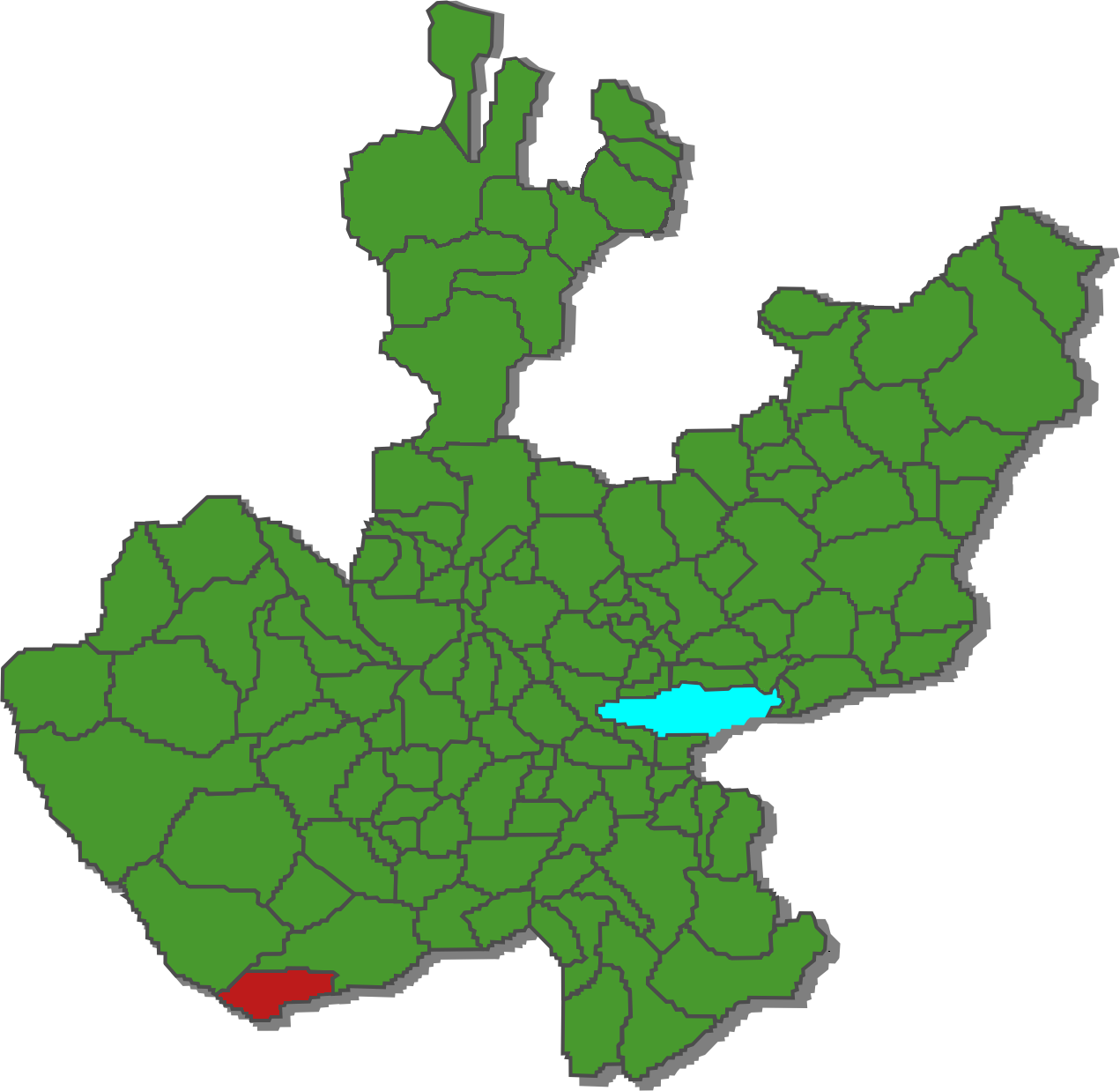

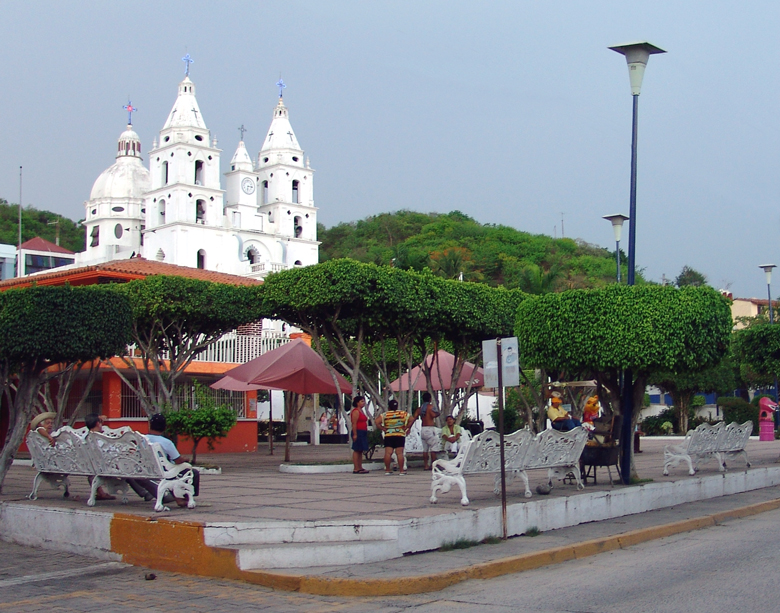

Cihuatlán är en ort i Región Costa Sur i Jalisco, Mexiko
Ordet Cihuatlán kommer från nahuatl och består av orden zihua, 'kvinna' och tlán, 'plats'. Cihuatlán betyder således plats med kvinnor.
Byn grundades vid Marabascofloden. Där levde ca 500 kvinnor, men bara 20 män.